# Vlag van Natal

Vlag van Natal

De vlag van Natal is een blauw Brits vaandel, met in het kanton de Britse vlag en aan de rechterkant het wapen van de kolonie. Het insigne was zichtbaar op de landschapsscène, in een sierlijst met daarop een kroon. In het ontwerp is de naam 'Natal' opgenomen. De vlag werd aangenomen op 1875. Hierna werd op 31 mei 1910 vervangen door de handelsvlag van Zuid-Afrika.

Wapen van Natal
De handelsvlag en de facto vlag van Zuid-Afrika tussen 1910 en 1928

Biafra · Goosen · Graaff-Reinet · Britse Kaapkolonie · Katanga · Klein Vrystaat · Republiek Kliprivier · Republiek Lydenburg · Natal · Republiek Natalia · Nieuwe Republiek · Oranje Vrijstaat · Oranjerivierkolonie · Oost-Griekwaland · Ottomaanse Rijk · Rif-Republiek · Republiek Stellaland · Swellendam · Tanganyika · Transvaalkolonie · Republiek Utrecht · Verenigde Staten van Stellaland · Zaïre · Zuid-Afrikaansche Republiek · Zuid-Afrika (1928-1994) · Mijnstaat Zuid-Kasaï